# Josef Dobrovský
Josef Dobrovský, češki bogoslovec, jezikoslovec in slavist, utemeljitelj slavistike, * 17. avgust 1753, Gyarmaty, Madžarska, † 6. januar 1829, Brno, Češka. 

## Življenje
Dobrovský se je rodil češki družini, ki je živela na Madžarskem, a se je s starši kmalu preselil na Češko. Po opravljeni gimnaziji je v Pragi študiral bogoslovje in jezikoslovje ter leta 1772 vstopil med jezuite. Deloval je kot zasebni učitelj in duhovnik.
Umrl je leta 1829 med obiskom v Brnu.

## Delo
Dobrovský se je sprva ukvarjal s preučevanjem Svetega pisma in leta 1776 je izdal svojo prvo, v latinščini zapisano študijo. V strokovni javnosti je postal poznan predvsem leta 1778, ko je v študiji Fragmentum Pragense Evangelii S. Marci dokazal, da je eden od rokopisov, pripisanih evangelistu Marku, veliko mlajši, kot so menili. Po letu 1779 se je ukvarjal zlasti s češkim jezikom in književnostjo. Med drugim je leta 1809 izdal delo Izčrpna učna sestava češkega jezika (Ausführliches Lehrgebäude der böhmischen Sprache), ki velja za prvo češko moderno slovnico. 
Zagovarjal je pravopisne zakonitosti češčine s konca 16. stoletja ter zavračal vse spremembe, ki so jih uvajali po tem obdobju. Sam je pisal zlasti v nemščini, v zgodnjih letih tudi v latinščini, v češčini pa šele v letih pred svojo smrtjo. 
Okoli leta 1800 je začel intenzivneje preučevati slovanske jezike ter leta 1806 začel izdajati časopis Slawin, med letoma 1814 in 1815 pa časopis Slovanka. Leta 1822 je izdal prvo moderno slovnico starocerkvenoslovanščine z naslovom Institutiones linguae slavicae dialecti veteris. Zaradi tega dela velja za utemeljitelja slavistike.

## Izdana dela
- Fragmentum Pragense evangelii s. Marci autographi, Praga, 1778
- Corrigenda in Bohemia docta Balbini juxta editionem P. Raphaelis Ungar, Praga, 1779
- Böhmische Litteratur auf das Jahr 1779, Praga, 1779
- Über die Einführung und Verbreitung der Buchdruckerkunst in Böhmen, Praga 1782
- Über das Alter der böhmischen Bibelübersetzung, Praga, 1782
- Abhandlung über den Ursprung des Namens Tschech, Tschechen, Praga, 1782
- De antiquis Hebraeorum characteribus diss., in qua... Origenis Hieronymique fides testimonio Josephi Flavii def., Praga, 1783
- Scriptores rerum Bohemicarum. 3 vol., Praga, 1783–1829
- Historisch-kritische Untersuchung, woher die Slawen ihren Namen erhalten haben, Praga, 1784
- Über die Begräbnißart der alten Slawen überhaupt und der Böhmen insbesondere, Praga, 1786
- Wie man die alten Urkunden benutzen soll. Ein Versuch über den Brewniower Stiftungsbrief Boleslaws des Zweyten vom Jahr 993, Praga, 1786
- Litterarisches Magazin von Böhmen und Mähren, Praga, 1786–1787
- Über eine Stelle im 19. Briefe des hl. Bonifacius, die Slawen und ihre Sitten betreffend, Praga, 1788
- Über das erste Datum zur slawischen Geschichte und Geographie, Praga, 1790
- Geschichte der böhmischen Sprache und Litteratur, Praga, 1792
- Vita Joannis de Jenczenstein archiepiscopi Pragensis tertii ex manuscripto Rokyczanensi coaevo edita notisque illustrata, Praga, 1793
- Litterärische Nachrichten von einer auf Veranlassung der königlich böhmischen Gesellschaft der Wissenschaften im Jahre 1792 unternommenen Reise nach Schweden und Rußland. Nebst einer Vergleichung der Russischen und Böhmischen Sprache etc., Praga, 1796
- Über den ersten Text der Böhmischen Bibelübersetzung, nach den ältesten Handschriften derselben, besonders nach der Dresdner, Praga, 1798
- Entwurf eines Pflanzensystems nach Zahlen und Verhältnißen etc., Praga, 1802
- Deutsch-böhmisches Wörterbuch, Praga, 1802–1821
- Kritische Versuche, die ältere böhmische Geschichte von späteren Erdichtungen zu reinigen, Praga, 1803–1807
- Českých přísloví sbírka, Praga, 1804 (zbirka čeških pregovorov)
- Glagolitica. Über die glagolitische Literatur. Das Alter der Bukwitza, ihr Muster etc., Praga, 1807
- Slavin. Beiträge zur Kenntniß der Slavischen Literatur, Sprachkunde und Alterthümer, nach allen Mundarten, Praga, 1808
- Ausführliches Lehrgebäude der böhmischen Sprache zur gründlichen Erlernung derselben für Deutsche, zur vollkommenen Kenntnis für Böhmen, Praga, 1809
- Entwurf zu einem allgemeinen Etymologikon der slawischen Sprachen, Praga, 1813
- Slovanka. Zur Kenntniß der alten und neuen slavischen Literatur, der Sprachkunde nach allen Mundarten, der Geschichte der Alterthümer, Praga, 1814–1815
- Institutiones linguae slavicae dialecti veteris etc, Dunaj, 1822
- Über die ehemaligen Abbildungen böhmischer Regenten und ihre Inschriften in der Prager königlichen Burg vor dem Brande im Jahre 1541, Praga, 1825
- Mährische Legende von Cyrill und Method, Praga, 1826

1. 1 2  data.bnf.fr: platforma za odprte podatke — 2011.
2. 1 2  Encyclopædia Britannica
3. ↑  regionalna podatkovna zbirka  Mestne knjižnice Hradec Kralove
4. ↑  http://tnk.krakow.pl/czlonkowie/dobrovsky-josef/
5. ↑  regionalna podatkovna zbirka Pokrajinske knjižnice Vysočina
6. ↑  Смирнов Л. Н. Добровский Йосеф // Большая советская энциклопедия: [в 30 т.] — 3-е изд. — Moskva: Советская энциклопедия, 1972. — Т. 8 : Дебитор — Евкалипт. — С. 374.
7. ↑  Nacionalna zbirka normativnih podatkov Češke republike